# Modrásek rozchodníkový
Modrásek rozchodníkový (Scolitantides orion) je druh denního motýla z čeledi modráskovitých (Lycaenidae). Rozpětí křídel tohoto druhu je 26 až 32 mm. Barva u obou pohlaví je černohnědá s modrým popraškem a tmavými středovými skvrnami. Modré zbarvení je výraznější zpravidla u samců. Dalším znakem tohoto motýla jsou tmavé skvrny podél vnějšího okraje křídel, které jsou modře lemovány. Třásně na okraji křídel jsou černo-bíle kostkované.

## Výskyt
Motýl je rozšířený od východního Španělska přes jižní Francii, severní Itálii a jižní část střední Evropy dále na Balkán. Na severu Evropy se nacházejí izolované kolonie. Dále se vyskytuje se od Turecka, na východ přes mírnou Asii, až po Japonsko. V České republice se vyskytuje velmi lokálně, převážně v teplých a skalnatých oblastech. Zahlédnout ho lze například na skalnatých svazích, v lomech, na kamenitých plochách, nebo poblíž zřícenin.

## Chování a vývoj
Hlavní živnou rostlinou modráska rozchodníkového je rozchodník velký (Hylotelephium maximum). Samice klade vajíčka na obě strany listů, nebo na stonek. Motýl je dvougenerační (bivoltinní). Vyskytuje se od dubna do května a od června do srpna. V Čechách a na severu Moravy je motýl jednogenerační (monovoltinní). Vyskytuje se zde od dubna do června. Motýl přezimuje ve stádiu kukly v mezerách ve štěrku, nebo pod kameny poblíž živné rostliny.

## Ochrana a ohrožení
V České republice je tento druh modráska ohrožený. Motýl se vyskytuje na izolovaných stanovištích, která při nedostatečné péči zarůstají.

## Fotogalerie

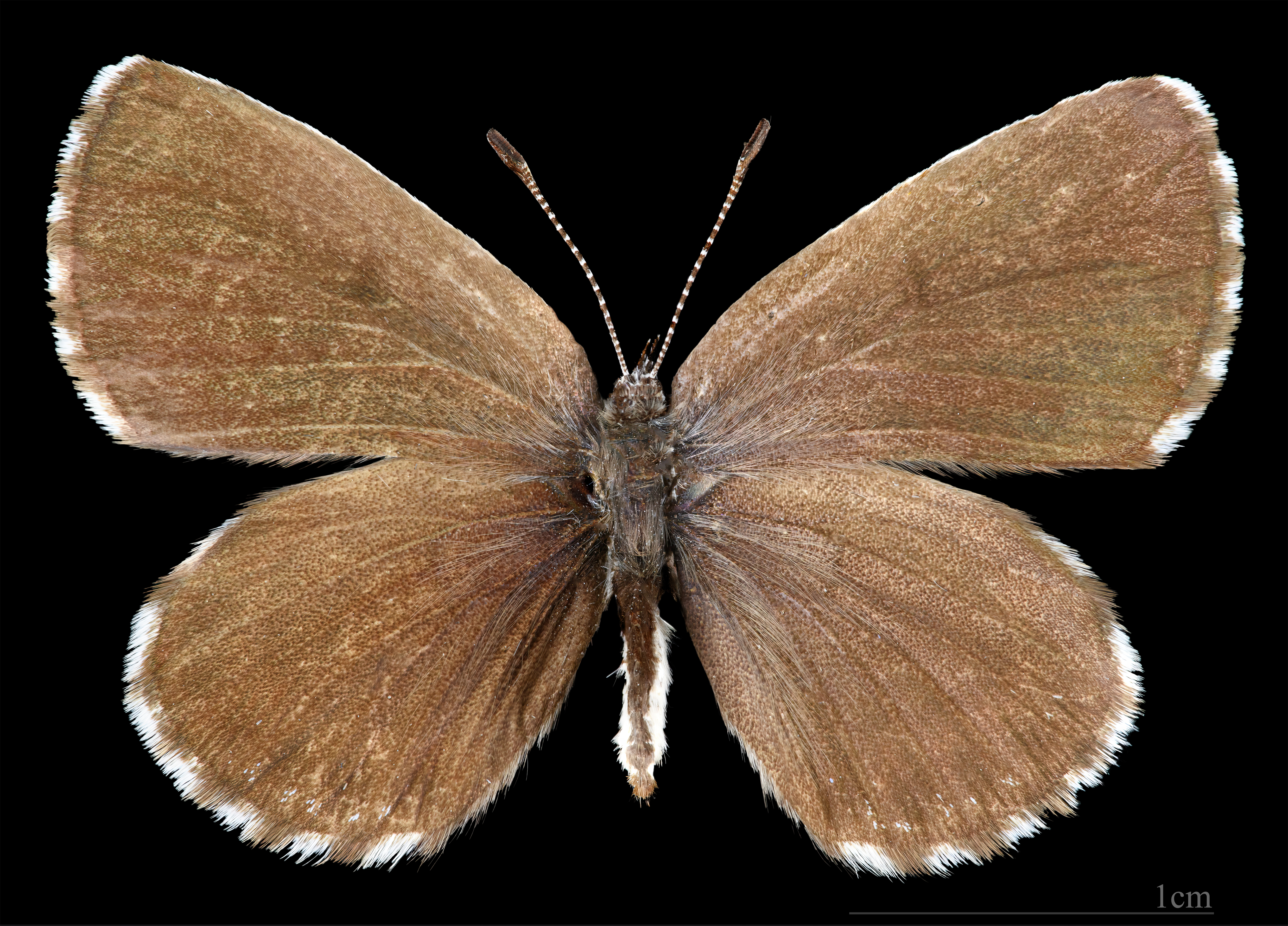
Scolitantides o. orion  ♀
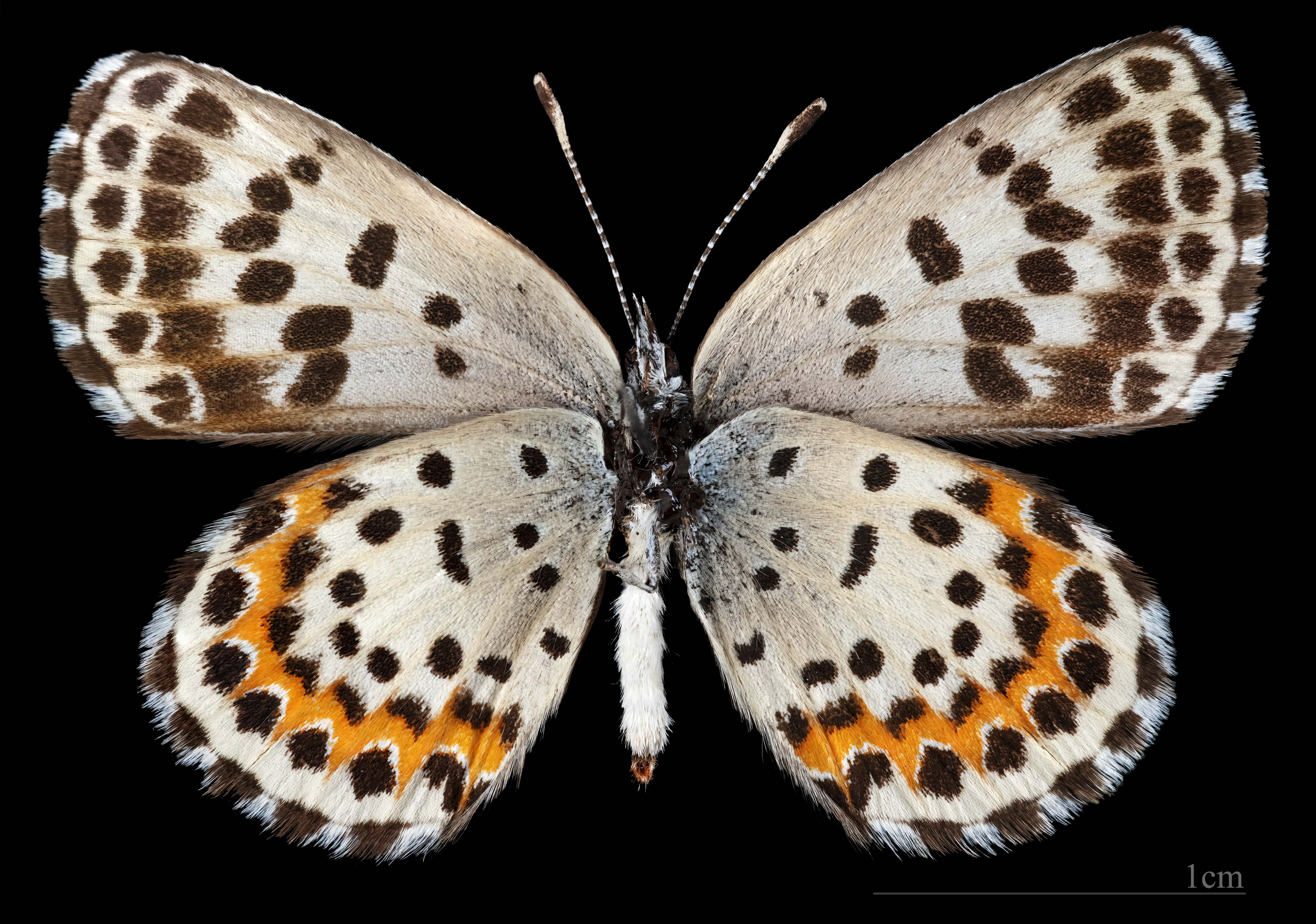
Scolitantides o. orion  ♀ △
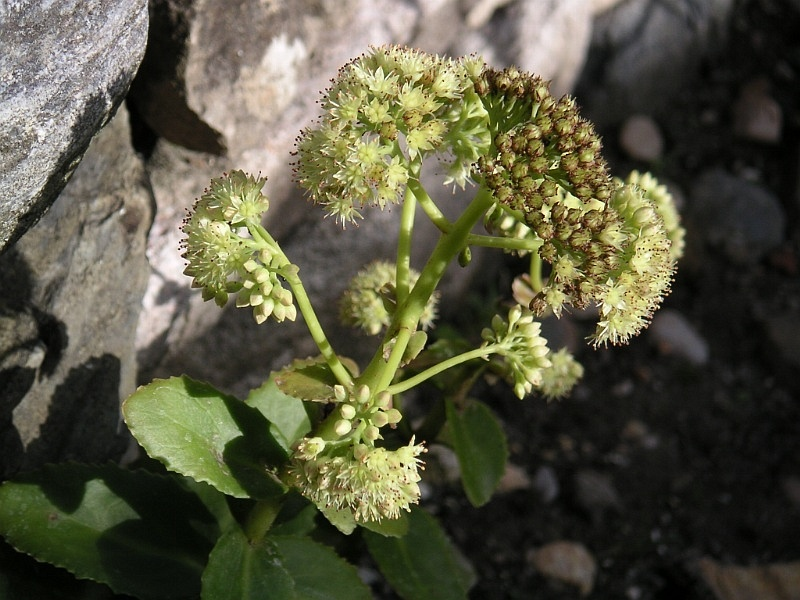
Živná rostlina modráska rozchodníkového